# Mooo!
"Mooo!" é uma canção da cantora norte-americana Doja Cat, gravada para a edição deluxe de seu álbum de estúdio de estreia, Amala (2018). Foi lançada em 31 de agosto de 2018, como o primeiro single da edição deluxe (e terceiro no geral) do álbum, através da Kemosabe e RCA Records. Depois do lançamento de um videoclipe em 10 de agosto de 2018, tornou-se um meme viral. O sucesso viral de "Mooo!" é considerado uma grande influência para a fama de Doja Cat na internet, em última análise, "definindo o tom de sua carreira", apesar de ser considerada pela própria Doja Cat como "descartável" e uma "piada".

## Antecedentes e desenvolvimento
Antes do lançamento de "Mooo!", Doja Cat havia lançado seu álbum de estreia "moderadamente bem-sucedido", Amala, em março de 2018. Ela desenvolveu a canção como uma piada interna ao lado de seus fãs no início de agosto de 2018, não esperando que fosse além do SoundCloud. Ela disse a Dazed: "Começamos no Instagram uma transmissão ao vivo, apenas eu e outras 60 pessoas, e todos nos divertimos criando trocadilhos e metáforas". A canção foi inspirada no conjunto de fantasias de estampa de vaca de Doja Cat, que ela usa ao longo do videoclipe da canção. Ela escreveu e gravou a canção em seis horas, enquanto estava na cama fantasiada. Doja Cat sampleou "Polka Dots and Moonbeams" de Wes Montgomery, que o produtor Troy NōKA cortou e enviou para ela na noite anterior. Depois de fazer uma batida com o sample e gravar vocais no Logic Pro, ela imediatamente começou a filmar o videoclipe da canção em seu quarto. De acordo com Doja Cat, ela completou a canção e seu vídeo dentro de 12,5 horas de um dia.
O videoclipe da canção ganhou mais de cinco milhões de visualizações em duas semanas. Após o sucesso viral do vídeo, a faixa foi lançada como single.

## Recepção da crítica
Susanna Heller, do Insider, descreveu-a como "a canção do verão", "um clássico" e "um bop". Jordan Sargent, do The Face, escreveu que a canção "pode parecer boba, mas em sua essência é uma composição delicada e comovente sobre perseverança e individualidade". Aaron Williams, da Uproxx, disse que a canção era "boba, estranha e alarmantemente cativante, exatamente o tipo de coisa calculada para se tornar viral nas redes sociais", enquanto elogiava as "rimas ousadas e hilárias". "Mooo!" ficou em segundo lugar na lista das 100 Melhores Canção de 2018 do Paper. Os críticos disseram que a canção foi uma ótima introdução ao catálogo de Doja Cat. Reportando para a Pitchfork sobre a ascensão de Doja Cat à fama com uma canção descartável após o "lançamento sonolento" de Amala, Rawiya Kameir escreveu "A atenção repentina da 'MOOO!' deu à [Doja Cat] uma oportunidade de refazer a sua carreira de uma forma que se adequasse mais à sua personalidade, e o influxo de seguidores significou uma alavanca. Ainda assim, ela reconhece que houve um pouco de esperteza em conseguir tanta atenção para um descarte, em vez de um álbum no qual ela tinha trabalhado duro". Nitish Pahwa, do Slate, disse que a "canção descartável" era "talvez sua reivindicação mainstream à fama".

## Vídeo musical
Para se preparar para as filmagens, Doja Cat colocou um lençol verde na parede do quarto para funcionar como uma tela verde e inseriu GIFs do Google no Photo Booth. O vídeo de "Mooo!" apresenta Doja Cat vestida de pijama com estampa de vaca com batatas fritas no nariz e comendo vários itens de fast food. Ela canta na frente de uma tela verde que alterna entre GIFs de desenhos animados de comida, fazendas e seios de anime saltitantes.  O vídeo foi filmado e editado pela própria Doja Cat em um período máximo de cinco horas. Ela disse em uma entrevista que a tela verde era na verdade feita de lençóis de sua infância, pois ela era "obcecada por verde" quando era criança. O vídeo DIY foi elogiado por sua natureza "lo-fi",  e "baixo orçamento". Sofia Mele, da Billboard, comparou o vídeo ao de "New Light" de John Mayer.
A organização norte-americana de direitos dos animais PETA respondeu ao vídeo musical da canção com um vídeo de paródia dito da perspectiva de uma vaca que Kristin Corry do Vice descreveu como "bastante rude". Doja Cat respondeu à paródia, dizendo: "PETA não pode dizer merda nenhuma e eles podem chupá-la porque eu não fiz mal a ninguém. Não fiz mal a nenhuma vaca, cão, gato, ou sapo, ou a merda de formigas. Não vale a pena implicar".

## Créditos
Todo o processo de elaboração de "Mooo!" atribui os seguintes créditos:
Gravação e publicação
- Gravada em 2018 no Quarto de Doja Cat (Los Angeles, Estados Unidos)
- Mixada nos Alcove Studios (Los Angeles, Estados Unidos)
- Masterizada no Bernie Grundman Mastering (Hollywood, Estados Unidos)
- Publicada por Mau Publishing, Inc./Prescription Songs (BMI), Wiz Up Publishing/Sony/ATV Songs LLC (BMI), Yeti Yeti Yeti Music/WB Music Corp. (ASCAP), Universal Music Careers (BMI), EMI Blackwood Music, Inc. (BMI), Pharrell Pub Designee/Warner-Tamerlane Publishing Corp. (BMI), Block Off Broad Publishing/Ultra Empire Music (BMI), 10 X 2 Publishing/Ultra Tunes (ASCAP), Reservoir 416/Reservoir Media Management, Inc. (BMI), Braids Publishing/Universal Music-Z Tunes (ASCAP)
- Contém demonstrações de "Milkshake", escrita por Chad Hugo e Pharrell Williams e "Move Bitch", escrita por Craig Lawson, Bobby Sandimanie, Jonathan Smith e Michael Tyler.
- COW - SINGLE MOO, ANIMAL 02, gravado no Sound Ideas.

Pessoal
- Doja Cat: composição, produção, vocais, engenharia
- Antwoine Collins – composição; co-produção, mixagem como Troy Nöka
- David Sprecher – composição; co-produção como Yeti
- Chad Hugo – composição
- Pharrell Williams – composição
- Craig Lawson – composição
- Bobby Sandimanie – composição
- Jonathan Smith – composição
- Michael Tyler – composição
- Mike Bozzi – masterização

## Histórico de lançamento
| Região | Data                 | Formato(s)                 | Gravadora    | Ref.   |
| ------ | -------------------- | -------------------------- | ------------ | ------ |
| Várias | 31 de agosto de 2018 | Download digital streaming | Kemosabe RCA | [ 33 ] |